# Kim Song-guk (tiratore)
Kim Song-guk (김성국?) (5 ottobre 1985) è un tiratore a segno nordcoreano, vincitore di una medaglia di bronzo ai Giochi olimpici estivi di Rio de Janeiro 2016 nella specialità di tiro a segno a 50 metri con pistola.